# Wilson, Pope County, Arkansas
Wilson är en ort i Pope County i Arkansas, USA.